# Guillermo Santa Cruz
Guillermo Santa Cruz (Buenos Aires, 6 de janeiro de 1984) é um ator argentino.
Guillermo demonstrou interesse para atuar quando ele era criança ainda. Em 1991, com a idade de sete anos, Guillermo fez sua estreia na televisão, a telenovela da Telefé, El Árbol Azul. nesta novela ele interpretou "Guille" (que é uma prática comum na América Latina para dar aos personagens para combinar com o primeiro nome do ator).
Guillemo terminou 1991 interpretando um pequeno personagem em outra telenovela, Cosecharás tu Siembra.
Guillermo retornou em 1993, atuando em um filme chamado Quiero Gritar Que te Amo onde atuou ao lado Andrea Del Boca.
Guillermo encontrou pela primeira vez Agustina Cherri e Alberto Fernández de Rosa durante as filmagens, também em 1991, do Grande Pa!, uma telenovela que se tornou um grande sucesso na Argentina, Guillermo dando o seu primeiro sabor da fama. mais tarde, Guillermo é chamado para contracenar na novela Chiquititas, indiscutivelmente a mais bem sucedida telenovela infantil de todos os tempos.
Guillermo, em 1994 atuou ao lado argentina-venezuelana atriz Grecia Colmenares e Osvaldo Laport no sucesso internacional Milagros, o que foi mostrado nos Estados Unidos pela Telemundo, proporcionando, assim, Guillermo com a sua primeira exposição de língua espanhola em audiências os EUA Ele também trabalhou em Inconquistable Corazón uma novela da telefe.
Em 1995, foi convidado pela autora Cris Morena a participar de Chiquititas versão argentina como Guillermo Maza. Guillermo, fez também a novela Dulce Ana.
Interpretando Guillermo Maza, aliás "Guille" em Chiquititas, Guillermo obteve fama internacional. Mais tarde, ele teria também interpretar Javier Maza na mesma telenovela. em Chiquititas permaneceu até 1999. Após ter gravado um CD.
Em 2002, com colegas de Chiquititas, como Camila Bordonaba, Felipe Colombo, Georgina Mollo e Diego García, em Rebelde Way, outro grande sucesso da televisão argentina.

## Trabalhos na TV
- Rebelde Way (2002/2003) - Nicolás Provenza
- Chiquititas (1999) - Javier Maza
- Chiquititas (1995 á 1998) - Guillermo
- Dulce Ana (1995) - Mario Iturbe-Montalbán
- Inconquistable Corazón (1994) - Ivan Cabajal
- Cosecharás Tu Siembra (1991) - Fabian
- El Árbol azul (1991) - Guille
- Grande Pá! (1991)

## Filmes
- Más allá del horizonte (1994) - Juan
- Yo quiero gritar que te amo (1993)